# Hans-Rudolf Merz
Hans-Rudolf Merz (Herisau, 10 novembre 1942) è un politico svizzero, presidente della Confederazione Elvetica nel 2009.

## Biografia
Figlio di Adolf Merz, produttore di maglieria, e di Emma Hedwig Brand. Dopo le scuole dell'obbligo a Herisau e il liceo a Trogen, ha studiato scienze economiche all'Università di San Gallo, conseguendo il dottorato nel 1971. Ha fatto parte dell'associazione studentesca Emporia-Alemannia. Nel 1968 ha sposato Roswitha Schüller, artista, di Düsseldorf.
Dal 1969 al 1974 è stato segretario del Partito Liberale Radicale del canton San Gallo e direttore dell'Associazione degli industriali di Appenzello Esterno. Tra il 1974 e il 1977 ha lavorato come vicedirettore del centro di formazione dell'UBS presso il castello di Wolfsberg. Dal 1977 è stato attivo come consulente aziendale indipendente in Svizzera e all'estero e ha presieduto diversi consigli di amministrazione, tra cui quelli della Banca cantonale di Appenzello Esterno dal 1993 al 1996, dell'Helvetia Patria Holding dal 2001 al 2003, e della Anova Holding AG dal 2002 al 2003.
Eletto Consigliere agli Stati di Appenzello Esterno nel 1997, è stato presidente della commissione delle finanze e membro delle commissioni della politica estera e della politica di sicurezza. Consigliere federale dal 2003, quale direttore del Dipartimento federale delle finanze fino al 2010 ha promosso una politica di orientamento liberale, attenta agli interessi dell'economia e favorevole alla riduzione della pressione fiscale e al ridimensionamento delle finanze pubbliche. Ha ricoperto la carica di presidente della Confederazione nel 2009.